# Jan Brokoff

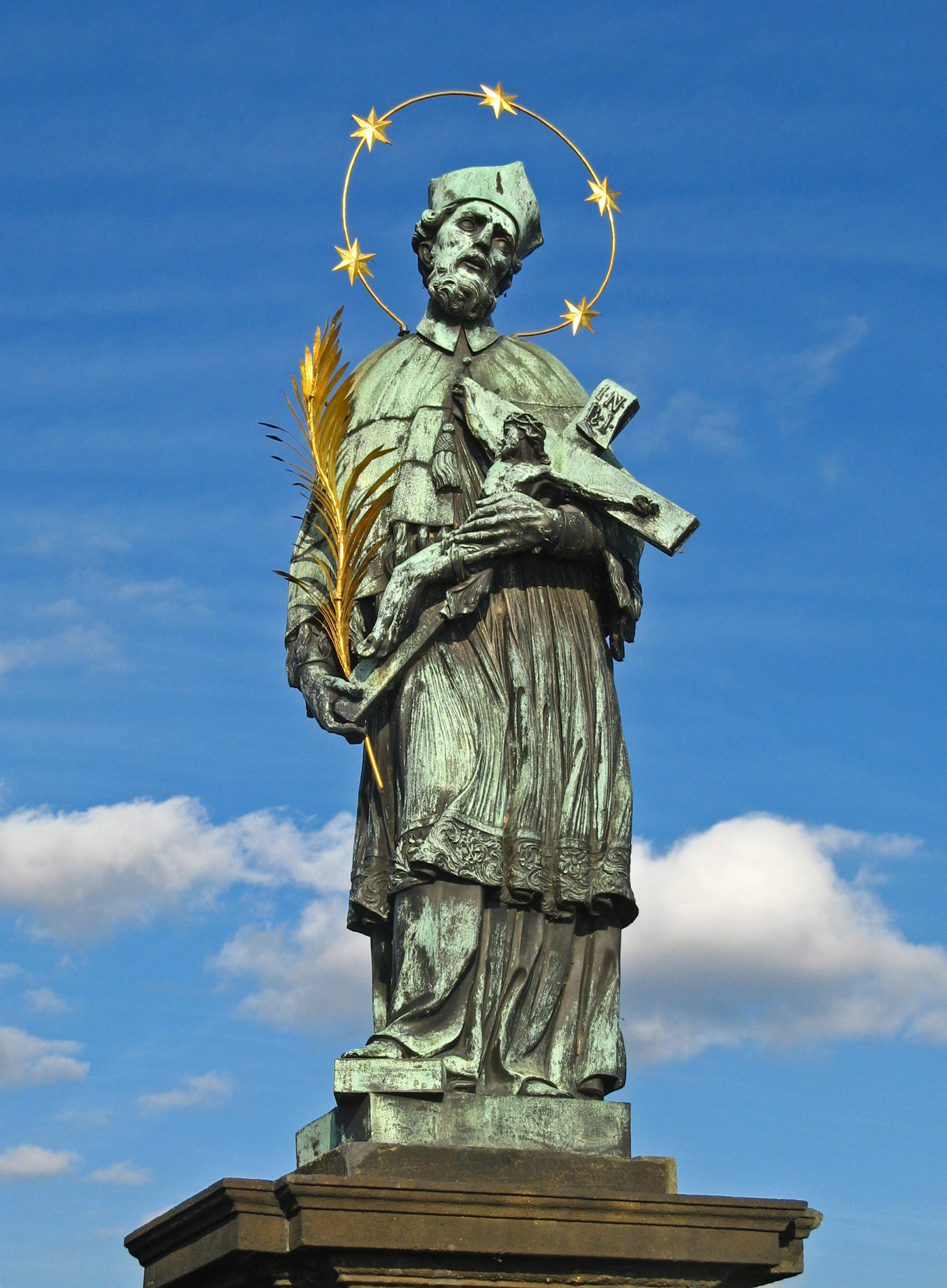
Brązowa rzeźba św. Jana Nepomucena na Moście Karola w Pradze

Jan Brokoff (niem. Johann Brokoff; ur. 23 czerwca 1652 w Spiskiej Sobocie (obecnie na Słowacji, w tamtym czasie w Rzeczypospolitej (tzw. Zastaw spiski)), zm. 28 grudnia 1718 w Pradze) – czeski rzeźbiarz pochodzenia niemieckiego, przedstawiciel czeskiego baroku; ojciec rzeźbiarzy Michała Jana Józefa Brokoffa i Ferdynanda Maksymiliana Brokoffa.

## Życiorys
W 1675 Brokoff opuścił Słowację i pracował w różnych miejscach, głównie w miastach zachodnich Czech. W 1692 osiadł na stałe w Pradze i został mieszczaninem na praskim Starym Mieście. Ze swoją żoną Elizą (cz. Eliška) miał czworo dzieci: dwóch z trzech synów zostało rzeźbiarzami (Michał Jan Józef i zdolniejszy Ferdynand Maksymilian), jeden nadwornym poetą w Wiedniu (Antonín Šebastián) oraz córkę (Anna Eleonora).
Prace przypisywane Janowi Brokoffowi należy podzielić na 2 kategorie – prace zrobione przez niego własnoręcznie i wykonane faktycznie przez jego syna, Ferdynanda. W 1695 Brokoff wykonał rzeźbę Pietà na Most Karola w Pradze, później przeniesioną w 1859 do szpitala Sióstr Miłosierdzia św. Karola Boremeusza (łac. Sorores Misericordiae Congregationis S. Caroli Borromei) na wzgórzu Petřín w Pradze.
Jan Brokoff prowadził warsztat aż do swojej śmierci w 1718, kiedy przekazał go starszemu synowi Janowi Michałowi, a po śmierci tego ostatniego w 1721, przejął go Ferdynand Maksymilian.

## Ważniejsze dzieła
- drewniany model rzeźby św. Jana Nepomoucena, która w postaci odlewu z brązu znajduje się obecnie na Moście Karola w Pradze
- rzeźby św. Józef i Chrzest Chrystusa (zniszczone w czasie Wiosny Ludów w 1848, obecnie w lapidarium Muzeum Narodowego w Pradze)
- rzeźba w kościele pw. św. Barbary w Manětínie
- płaskorzeźby na zamku Klášterec nad Ohří
- płaskorzeźby na zamku Červený Hrádek
- w zamku Libochovice
- główny ołtarz w kościele pw. św. Wojciecha w klasztorze Broumov